# Romanivka, Poliske
Romanivka (în ucraineană Романівка) este localitatea de reședință a comunei Ordjonikidze din raionul Poliske, regiunea Kiev, Ucraina.

## Demografie
Componența lingvistică a localității Ordjonikidze
     Ucraineană (95,05%)
     Rusă (4,95%)
Conform recensământului din 2001, majoritatea populației localității Romanivka era vorbitoare de ucraineană (95,05%), existând în minoritate și vorbitori de rusă (4,95%).